# Maria Amalia van Saksen
Maria Amalia van Saksen (Dresden, 24 november 1724 — Madrid, 27 september 1760) was de koningin van Napels en Sicilië en later van Spanje. Ze was een dochter van koning August III van Polen en van koningin Maria Josepha van Oostenrijk. Ze huwde op 19 juni 1738 met de latere koning Karel III van Spanje. Uit het gearrangeerde huwelijk kwamen vele kinderen voort die tot in de volwassenheid overleefden, onder wie Karel IV van Spanje. 
Als populaire gemalin hield ze toezicht op de bouw van het Paleis van Caserta buiten Napels en op verschillende andere projecten, en ze stond bekend om haar invloed op de staatszaken. Ze verhuisde in 1759 naar Spanje en begon met de verbetering van het Koninklijk Paleis van Madrid, maar stierf voordat dit voltooid was. Maria Amalia was politiek actief en nam openlijk deel aan staatszaken in zowel Napels als Spanje.

## Biografie

### Jeugd
Maria Amalia was de oudste dochter van koning August III van Polen en van koningin Maria Josepha van Oostenrijk, een dochter van keizer Jozef I en keizerin Amalia Wilhelmina van Brunswijk-Lüneburg. Ze werd geboren in het Zwinger Paleis te Dresden op 24 november 1724. Haar grootouders aan vaderskant waren: koning August II van Polen en koningin Christiane Eberhardine van Brandenburg-Bayreuth. Bij haar geboorte kreeg ze de naam: Maria Amalia Christina Francisca Xaveria Flora Walburga von Sachsen. Later kreeg Maria Amalia nog zeven broers en zes zussen. Ze groeide op aan het hof van Dresden en werd opgeleid in Frans, dans en schilderkunst. Ze was ook een volleerd musicus en zong en speelde van jongs af aan piano.

### Huwelijk en kinderen
In 1737 werd Maria Amalia uitgehuwelijkt aan Karel VII, koning van Napels en Sicilië en de latere koning Karel III van Spanje. Het huwelijk werd datzelfde jaar op 31 oktober goedgekeurd. Maria Amalia trad bij volmacht in het huwelijk te Dresden, waar haar broer, Frederik Christiaan, de rol van Karel vervulde. Het huwelijk werd ook goedgekeurd door de Heilige Stoel, onder paus Clemens XII. Dit huwelijk betekende het einde voor een paar politieke meningsverschillen tussen de paus en Karel. In 1738 toen Maria Amalia veertien jaar was zagen ze elkaar voor het eerst en traden ze voor een tweede keer in het huwelijk. De trouwdag was voor de bruidegom de aanleiding om de Orde van Sint-Januarius in te stellen.
Maria Amalia en Karel zagen elkaar voor het eerst op 19 juni 1738 te Portella, een dorp in het grensgebied van het koninkrijk Napels, dicht bij Fondi. Aan het hof werden feesten gevierd tot 3 juli, toen creëerde Karel de Insigne e reale ordine di San Gennaro, de meest belangrijke orde voor ridderlijkheid binnen het koninkrijk. Later creëerde hij op 19 september 1771 een vergelijkbare orde in Spanje, beter bekend als de Muy Distinguida Orden de Carlos III, de Orde van Karel III.
Ondanks het feit dat het een gearrangeerde verbintenis was, werd het een zeer gelukkig huwelijk en kregen zij in 22 jaar huwelijk dertien kinderen, velen van hen stierven in de zuigelingentijd of overleefden de adolescentie niet:
- Maria Isabella (6 september 1740 - 2 november 1742);
- Maria Josepha (20 januari 1742 - 1 april 1742);
- Maria Isabella (30 april 1743 - 5 maart 1749);
- Maria Josepha (6 juli 1744 - 8 december 1801);
- Maria Louisa (24 november 1745 - 15 mei 1792), gehuwd met keizer Leopold II;
- Filips Anton (13 juni 1747 - 19 september 1777), werd uitgesloten van de opvolging wegens debiliteit. Hij was de hertog van Calabrië;
- Karel Anton (11 november 1748 - 20 januari 1819), werd na de dood van zijn vader koning van Spanje. Hij huwde met Maria Louisa van Parma.;
- Maria Theresia (2 december 1749 - 2 mei 1750);
- Ferdinand (12 januari 1751 – 4 januari 1825), werd koning van Napels en Sicilië, en vervolgens der Beide Siciliën. Hij huwde met aartshertogin Maria Carolina van Oostenrijk;
- Gabriël (12 mei 1752 - 23 november 1788), gehuwd met Maria Anna, dochter van koningin Maria I van Portugal;
- Maria Anna (3 juli 1754 - 11 mei 1755);
- Antonio Pascual (31 december 1755 - 20 april 1817), gehuwd met zijn nicht infante Maria Amalia van Bourbon, dochter van Antonio's oudere broer Karel IV van Spanje;
- Francisco Javier (15 februari 1757 - 10 april 1771).

### Koningin van Napels en Sicilië

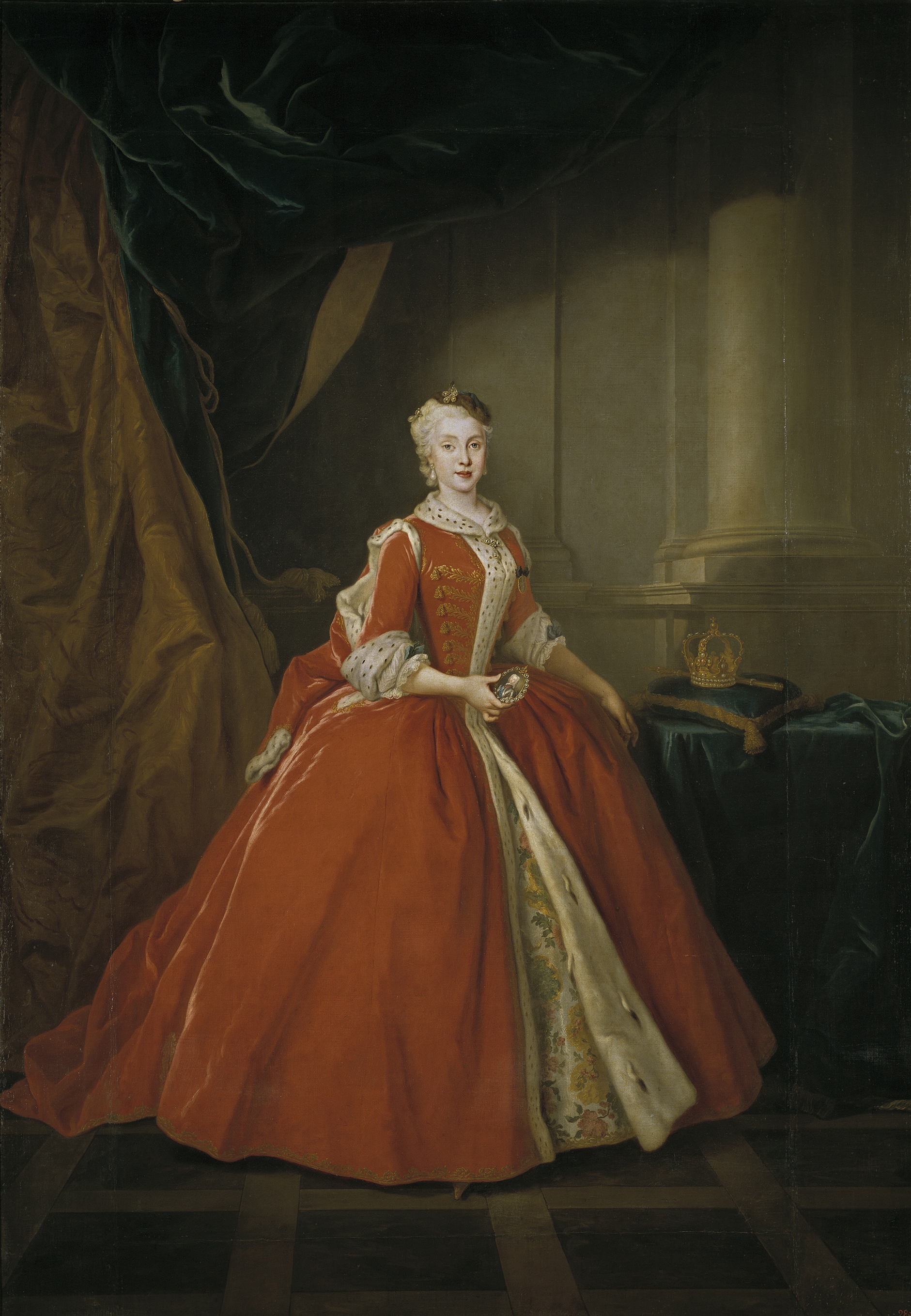
Maria Amalia, koningin van Napels en Sicilië.

Als koningin oefende zij grote invloed uit op de politiek, ondanks haar frequente ziektes, en nam ze actief deel aan staatszaken. Ze beëindigde de carrières van verschillende politici die zij niet mocht. Haar ongenoegen leidde er rechtstreeks toe dat de eerste minister werd afgezet. Maria Amalia hoefde haar invloed niet geheim te houden: na de geboorte van haar eerste zoon in 1747 kreeg ze een zetel in de staatsraad. Ze werkte de Spaanse invloed op Napels tegen en wist Karel in 1742, tegen de wil van Spanje, ervan te overtuigen Napels neutraal te verklaren tijdens de Oostenrijkse Successieoorlog, waarin Groot-Brittannië dreigde Napels te bombarderen. In 1744 werd zij echter gedwongen in te stemmen met een oorlogsverklaring. Ze gaf toen de voorkeur aan Groot-Brittannië boven Frankrijk en Oostenrijk. Over Maria Amalia werd gesproken vanwege haar favorieten, die invloed zouden hebben op haar beleid toen ze erg ziek was, zoals prinses Anna Francesca Pinelli en hertogin Zenobia Revertera. In 1754 steunde zij de carrière van Bernardo Tanucci als minister van Buitenlandse Zaken.
Maria Amalia was een zeer gecultiveerde vrouw. Ze speelde een zeer grote rol in de bouw van het Paleis van Caserta. De eerste steen werd gelegd op de verjaardag van haar man, op 20 januari 1752, te midden van de vele festiviteiten. Ook had ze een bepalende rol in de bouw van het Paleis van Portici, het Teatro San Carlo, gebouwd in slechts 270 dagen, het Paleis van Capodimonte. Ook werd het Koninklijk Paleis van Napels gerenoveerd. In haar vertrekken van het Paleis van Portici, werd het beroemde Capodimonte porselein bewaard. Daardoor werd het porselein in Napels geïntroduceerd, en begon in 1743 met de productie van Napels' porselein. Ook was Maria Amalia zeer verslaafd aan het roken van tabak. Ze was de beschermvrouwe van Gian Francesco Fortunati, die een zeer graag geziene gast was aan het hof.
Tegen het einde van 1758 werd de toestand van Karels halfbroer, koning Ferdinand VI van Spanje, zeer kritiek. Hij leed aan dezelfde symptomen van neerslachtigheid als hun vader, koning Filips V. Ferdinand had zijn geliefde vrouw, koningin Maria Barbara, in augustus 1758 verloren, en was in zeer diepe depressie terechtgekomen. Omdat koning Ferdinand en koningin Barbara geen kinderen hadden gekregen werd Karel werd op 10 december 1758 door Ferdinand VI benoemd tot erfgenaam. Koning Ferdinand verliet Madrid voor goed om in Villaviciosa de Odón te verblijven. Hier stierf hij op 10 augustus 1759 op 46-jarige leeftijd.

### Koningin van Spanje

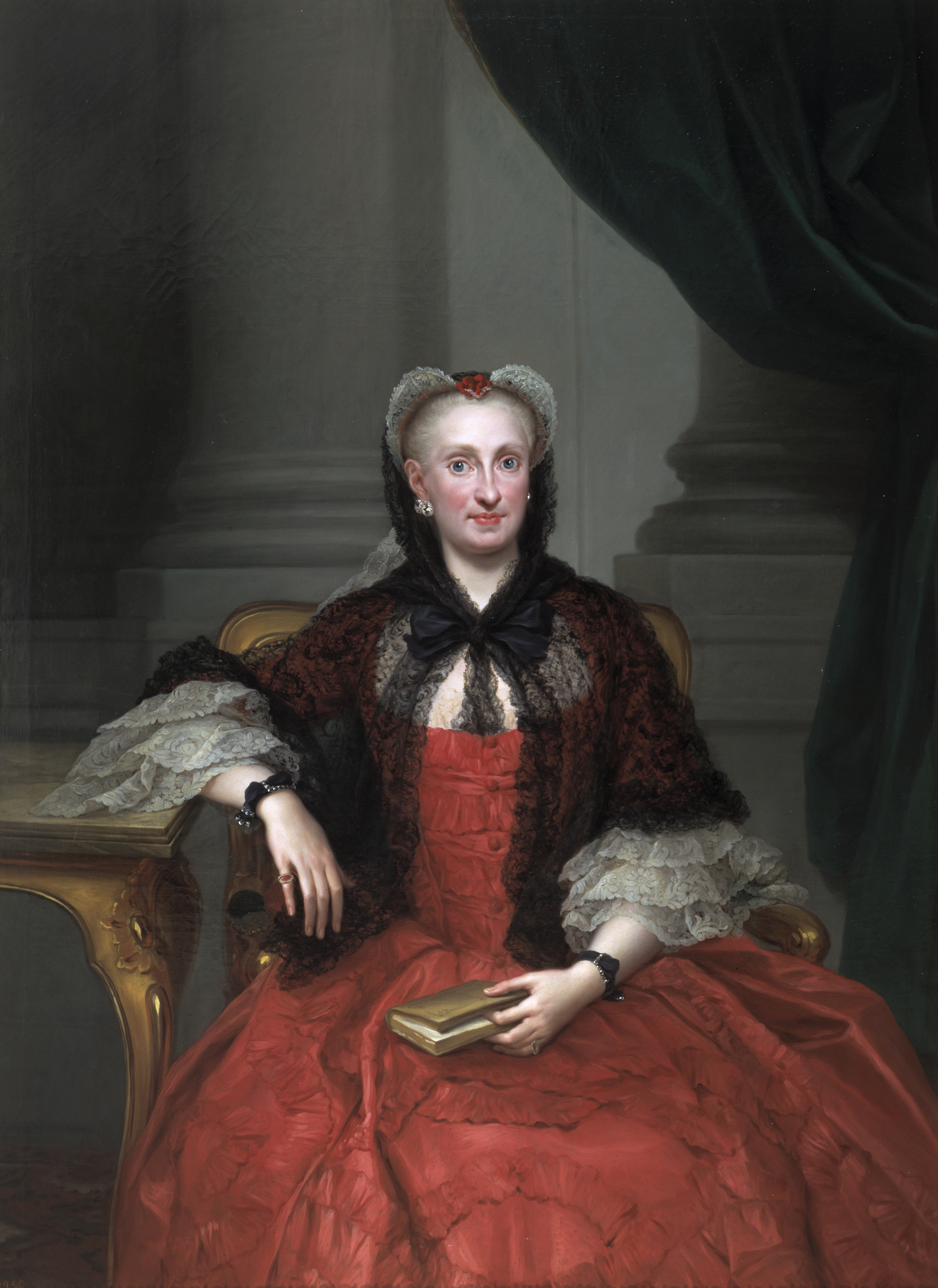
Maria Amalia, koningin van Napels, Sicilië en Spanje.

Op dat moment werd Karel de koning van Spanje, en nam hij de naam Karel III van Spanje aan. Vanwege een eerder verdrag van Wenen, waarin stond dat hij niet koning van Spanje, Napels en Sicilië mocht worden, aangezien deze staten niet dezelfde koning mochten hebben, gaf hij de troon van Napels en Sicilië op. Later kreeg hij wel de titel heer der Beide Siciliën.
In het jaar waarin het gezin Napels voor Madrid verruilde lieten ze twee kinderen achter. Hun derde zoon, Ferdinand (1751-1825), die werd onder de naam Ferdinand IV, koning van Napels en als Ferdinand III, koning van Sicilië. Zijn oudere broer, Karel (1748-1819) moest mee naar Spanje, om daar als erfgenaam van zijn vader te leven. Het andere kind dat in Napels bleef, was infant Filips, de hertog van Calabrië. Deze oudste zoon was uitgesloten van de opvolging wegens debiliteit, en werd daarom niet opgenomen in de lijn van troonopvolging. Hij stierf uiteindelijk, vergeten en rustig in Portici in 1777, hij werd 30 jaar.
Karel en zijn gemalin kwamen op 7 oktober 1759 in Barcelona aan. Maria Amalia deed opnieuw veel om de koninklijke residenties te verbeteren door ze opnieuw in te richten. Zij hielp, samen met haar echtgenoot, bij de oprichting van de luxe porseleinfabriek onder de naam Real Fábrica del Buen Retiro. Ze had het niet naar haar zin in Spanje en klaagde over het eten, de taal, die zij weigerde te leren; het klimaat, de Spanjaarden, die zij als passief beschouwde en de Spaanse hovelingen, die zij als onwetend en ongeschoold beschouwde. Maria Amalia werd aan het Spaanse hof beschreven als depressief en hysterisch. Ze plande grote hervormingen van het Spaanse systeem, maar had geen tijd om die af te maken.

### Overlijden
Een jaar nadat ze waren gearriveerd in Madrid, in september 1760, stierf Maria Amalia heel plotseling aan tuberculose in het Buen Retiro Paleis, buiten de hoofdstad. Ze werd begraven in de koninklijke grafkelder in het Escorial. Haar man, koning Karel III, schreef het volgende in zijn dagboek: Dit was de eerste keer, in 22 jaar huwelijk, dat Amalia mij had teleurgesteld. Hij hertrouwde niet meer en hield zijn echtelijke liefde intact tot zijn eigen dood 28 jaar later. 
In 1761 gaf haar man Giambattista Tiepolo de opdracht fresco's te schilderen voor het Koninklijk Paleis van Madrid. In de voorkamer van de koningin schilderden Tiepolo en zijn assistenten de Apotheose van de Spaanse Monarchie. De fresco's werden geschilderd van 1762 tot 1766. Koningin Maria Amalia verschijnt omringd door verschillende goden uit de Griekse mythologie, waaronder Apollo.

## Eretekens
- Oostenrijk: Orde van het Sterrenkruis (3 mei 1733)

## Voorouders
| Voorouders van Maria Amalia van Saksen | Voorouders van Maria Amalia van Saksen                                                             | Voorouders van Maria Amalia van Saksen                                                             | Voorouders van Maria Amalia van Saksen                                                                 | Voorouders van Maria Amalia van Saksen                                                                 | Voorouders van Maria Amalia van Saksen                                                 | Voorouders van Maria Amalia van Saksen                                                 | Voorouders van Maria Amalia van Saksen                                                               | Voorouders van Maria Amalia van Saksen                                                               |
| -------------------------------------- | -------------------------------------------------------------------------------------------------- | -------------------------------------------------------------------------------------------------- | --- | --- | -------------------------------------------------------------------------------------- | -------------------------------------------------------------------------------------- | --- | --- |
| Overgrootouders                        | Johan George III van Saksen (1647-1691) ∞ 1666 Anna Sophia van Denemarken (1647-1717)              | Johan George III van Saksen (1647-1691) ∞ 1666 Anna Sophia van Denemarken (1647-1717)              | Christiaan Ernst van Brandenburg-Bayreuth (1644-1712) ∞ 1671 Sophia Louise van Württemberg (1642-1702) | Christiaan Ernst van Brandenburg-Bayreuth (1644-1712) ∞ 1671 Sophia Louise van Württemberg (1642-1702) | Keizer Leopold I (1640-1705) ∞ 1676 Eleonora van Palts-Neuburg (1655-1720)             | Keizer Leopold I (1640-1705) ∞ 1676 Eleonora van Palts-Neuburg (1655-1720)             | Johan Frederik van Brunswijk-Lüneburg (1625-1679) ∞ 1668 Benedicta Henriette van Simmern (1652-1730) | Johan Frederik van Brunswijk-Lüneburg (1625-1679) ∞ 1668 Benedicta Henriette van Simmern (1652-1730) |
| Grootouders                            | August II van Polen (1670-1733) ∞ 1693 Christiane Eberhardine van Brandenburg-Bayreuth (1671-1727) | August II van Polen (1670-1733) ∞ 1693 Christiane Eberhardine van Brandenburg-Bayreuth (1671-1727) | August II van Polen (1670-1733) ∞ 1693 Christiane Eberhardine van Brandenburg-Bayreuth (1671-1727)     | August II van Polen (1670-1733) ∞ 1693 Christiane Eberhardine van Brandenburg-Bayreuth (1671-1727)     | Keizer Jozef I (1678-1711) ∞ 1699 Amalia Wilhelmina van Brunswijk-Lüneburg (1673-1742) | Keizer Jozef I (1678-1711) ∞ 1699 Amalia Wilhelmina van Brunswijk-Lüneburg (1673-1742) | Keizer Jozef I (1678-1711) ∞ 1699 Amalia Wilhelmina van Brunswijk-Lüneburg (1673-1742)               | Keizer Jozef I (1678-1711) ∞ 1699 Amalia Wilhelmina van Brunswijk-Lüneburg (1673-1742)               |
| Ouders                                 | August III van Polen (1696-1763) ∞ 1719 Maria Josepha van Oostenrijk (1699-1757)                   | August III van Polen (1696-1763) ∞ 1719 Maria Josepha van Oostenrijk (1699-1757)                   | August III van Polen (1696-1763) ∞ 1719 Maria Josepha van Oostenrijk (1699-1757)                       | August III van Polen (1696-1763) ∞ 1719 Maria Josepha van Oostenrijk (1699-1757)                       | August III van Polen (1696-1763) ∞ 1719 Maria Josepha van Oostenrijk (1699-1757)       | August III van Polen (1696-1763) ∞ 1719 Maria Josepha van Oostenrijk (1699-1757)       | August III van Polen (1696-1763) ∞ 1719 Maria Josepha van Oostenrijk (1699-1757)                     | August III van Polen (1696-1763) ∞ 1719 Maria Josepha van Oostenrijk (1699-1757)                     |
| Maria Amalia van Saksen (1724-1760)    | | | | |                                                                                        |                                                                                        | | |

- Biblioteca Nacional de España: XX1084036
- Catàleg d'autoritats de noms i títols de Catalunya: 981058526045206706
- Gemeinsame Normdatei: 137353766
- International Standard Name Identifier: 0000 0001 1878 143X
- Library of Congress Control Number: no2011055517
- Nationale Bibliotheek van Tsjechië: jo20181005033
- Nationale Bibliotheek van Polen: a0000002304185
- Nederlandse Thesaurus van Auteursnamen: 120750384
- Istituto Centrale per il Catalogo Unico: MUSV042029
- LIBRIS: 173651
- Système universitaire de documentation: 189702656
- Virtual International Authority File: 76284094
- WorldCat: E39PBJpyjv7WD3DfPJ6pRgTWDq